# 佩特里亚诺
佩特里亚诺（義大利語：Petriano），是意大利佩萨罗-乌尔比诺省的一个市镇。总面积11.32平方公里，人口2894人，人口密度255.7人/平方公里（2008年）。ISTAT代码为041045。